# Municipio de Sullivan (condado de Livingston)
El municipio de Sullivan (en inglés: Sullivan Township) es un municipio ubicado en el condado de Livingston en el estado estadounidense de Illinois. En el año 2010 tenía una población de 724 habitantes y una densidad poblacional de 6,77 personas por km².

## Geografía
Según la Oficina del Censo de los Estados Unidos, el municipio tiene una superficie total de 106.93 km², de la cual 106,92 km² corresponden a tierra firme y (0 %) 0 km² es agua.

## Demografía
Según el censo de 2010, había 724 personas residiendo en el municipio de Sullivan. La densidad de población era de 6,77 hab./km². De los 724 habitantes, el municipio de Sullivan estaba compuesto por el 98,62 % blancos, el 0,28 % eran afroamericanos, el 0,14 % eran amerindios, el 0,14 % eran asiáticos, el 0,41 % eran de otras razas y el 0,41 % eran de una mezcla de razas. Del total de la población el 1,1 % eran hispanos o latinos de cualquier raza.